# Harcerska Oficyna Wydawnicza
Harcerska Oficyna Wydawnicza w Krakowie – polskie wydawnictwo harcerskie.
Początkowo Wydział Wydawnictw Krakowskiej Komendy Chorągwi ZHP do roku 1982, a następnie spółka z ograniczoną odpowiedzialnością, własność ZHP w latach 1982–1989.
Zasłużona dla ruchu harcerskiego, szczególnie dzięki publikowaniu nowych opracowań metodyków harcerskich reprezentujących środowiska Odnowy Harcerskiej. Wiele publikacji było „przepychanych” na granicy ryzyka przez cenzurę i na przekór ówczesnym władzom ZHP, dzięki uzyskaniu własnej koncesji wydawniczej i odrębnego przydziału papieru. Umożliwił to ówczesny pełnomocnik rządu ds. poligrafii Tadeusz Zachariasiewicz, przedwojenny podharcmistrz i Lwowianin, dyrektor Drukarni Anczyca w Krakowie.
Książki Bogusława Śliwerskiego, Wojciecha Śliwerskiego, Krzysztofa Blusza, Andrzeja Glassa, Tadeusza Wyrwalskiego, Bolesława Leonhardta, Marka Kudasiewicza i innych. Poszukiwane Informatory Harcerskie Wacława Wierzewskiego zawierające pełną, niezafałszowaną historię Ruchu Harcerskiego. Oficyna wydawała własny miesięcznik „Harcerz Rzeczypospolitej”, obok wydawnictw i prasy KIHAM jeden z niewielu, oficjalny wyraziciel nurtu Odnowy Ruchu Harcerskiego, wokół którego skupiło się liczne, ogólnopolskie grono instruktorów harcerskich – Forum Harcerza Rzeczypospolitej. Forum reprezentowało większość nurtów Harcerskiej Odnowy.
Forum to było przeciwne rozłamom w ZHP, stawiając na przebudowę i odrodzenie wewnętrzne ZHP. Instruktorzy ci zaistnieli na Zjeździe Bydgoskim ZHP, przygotowując specjalny, zjazdowy numer pisma (m.in. z nowatorskim projektem Statutu) i tym samym wpływając na zmiany w ZHP, które na tym Zjeździe nastąpiły.
Koleje losów HOW opisał w monografii Wojciech Śliwerski, były redaktor naczelny Oficyny. Książka ta ukazała się w 2012 nakładem krakowskiej oficyny Impuls pod tytułem „Wydawcy gorszego Boga. Czasy, ludzie, wydarzenia 1988–1992. Harcerska Oficyna Wydawnicza w Krakowie”, ISBN 978-83-7587-339-9.